# Keisuke Ota (fotbollsspelare född 1979)
Keisuke Ota (太田 恵介 Ota Keisuke?), född 24 april 1979 i Shizuoka prefektur, är en japansk före detta fotbollsspelare.
Ota började sin karriär 2002 i Avispa Fukuoka. Han spelade 63 ligamatcher för klubben. Efter Avispa Fukuoka spelade han för Thespa Kusatsu, Minnesota Thunder och V-Varen Nagasaki. Han avslutade karriären 2008.